# نیام (کالبدشناسی)
نیام یا فاسیا (به انگلیسی: Fascia) لایه پرده‌مانندی از جنس بافت پیوندی می‌باشد که ماهیچه‌ها را از هم جدا نموده یا گروه‌های ماهیچه‌ای را در جای خود ثابت نگه می‌دارد.
نیام‌ها گروهی از بافت‌های فیبر مانند هستند و توانایی مقاومت در برابر کشش را دارا می‌باشند. نیام‌ها در اغلب مناطق بدن دیده می‌شوند زیر پوست، اطراف ماهیچه‌ها و اندام‌ها، پیرامون رگ‌ها و…. نیام از فرق سر تا نوک پا را می‌پوشاند.
نیام‌ها مانند زردپی‌ها (تاندون‌ها) و رباط‌ها از کلاژن ساخته شده‌اند و تفاوت آنها در این است که رباط استخوانی را به استخوان دیگر متصل می‌کند و زردپی ماهیچه را به استخوان متصل می‌کند. نیام‌ها معمولاً ماهیچه‌ها را به ماهیچه‌های دیگر متصل می‌کنند.

## طبقه‌بندی
در مورد نحوه دسته‌بندی نیام‌های بدن اختلاف نظر وجود دارد ولی یکی از روش‌های رایج آن است که به سه گروه نیام سطحی (مانند اسکارپا)، نیام عمقی (مانند نیام سراسری Transversalis ) و نیام احشایی (مانند آب‌شامه Pericardium) طبقه‌بندی شوند.
نیام سطحی: نیام سطحی به فاصله در زیر پوست در تمام سطح بدن قرار داشته و به ضخامت‌های مختلف در نقاط گوناگون دیده می‌شود. این گونه از نیام، حرکت پوست را روی بدن آسان نموده و در نقاطی از بدن که وجود دارد حاوی الیاف ماهیچه‌ای می‌باشد. در حیوانات چاق بافت چربی زیر پوست در این فاسیا ذخیره می‌شود؛ که خود عاملی در نگهداری گرمای بدن می‌باشد.
نیام عمقی: این نیام از بافت همبند متراکمی درست شده و پرده‌های وسیعی را تشکیل می‌دهد که گروه‌های ماهیچه‌ای را پوشانده و به استخوان‌ها متصل می‌شوند. یک نیام عمقی ممکن است خود از چند لایه تشکیل شود و همچنین ممکن است سطوح وسیعی را برای اتصال ماهیچه‌ها تشکیل داده و دیواره‌های بین ماهیچه‌ای را بسازد. نیام‌های عمقی از طریق کشش و فشاری که به سطح ماهیچه‌ها وارد می‌سازند به کارایی آنها کمک می‌نماید. در بعضی نقاط این فشار و کشش توسط ماهیچه‌های مخصوصی که به نیام متصل هستند تنظیم می‌گردد.